# Aviació naval
L'aviació naval és l'aplicació de l'aviació militar per part de les armades, incloent avions i helicòpters embarcats en vaixells de guerra. Per contra, l'aviació marítima és la utilització d'aeronaus en missions marítimes sota el comandament de forces no navals com, per exemple, l'antic Comandament Costaner de la RAF o la guàrdia costanera d'un país, sent una excepció la Guàrdia Costera dels Estats Units, que és considerada com a part de l'aviació naval nord-americana.